# Boskortsteel
Boskortsteel (Brachypodium sylvaticum) is een plantensoort uit de grassenfamilie. De plant komt van nature voor in Eurazië en Noord-Afrika.

## Determinatie
Boskortsteel is een vaste, kruidachtige plant die losse pollen met zeer korte wortelstokken vormt. Ze bereikt een hoogte van 50–120 cm. De dunne stengel heeft vier of vijf knopen, is onderaan vaak geknikt en op en rond de knopen sterk behaard. Het lijnvormige, vaak overhangende, verspreid behaarde blad heeft zeer zwakke ribben. De tamelijk donkergroene, naar bovengerichte onderzijde van het blad heeft een glanzende, witte middennerf. De bladscheden zijn behaard. Het tongetje (ligula) is 3 mm lang.

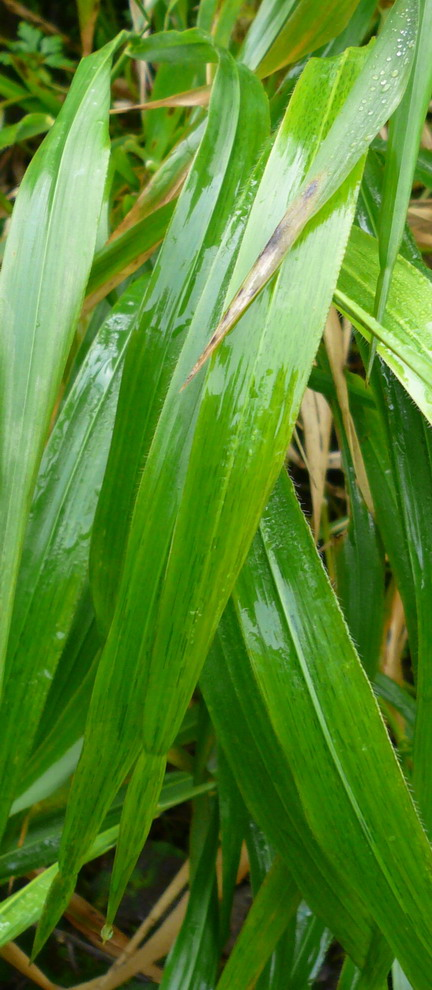
Bladeren

De soort bloeit in juli en augustus met een meestal iets overhangende, vrij sterk behaarde pluim met zes- tot vijftienbloemige, 25 mm lange aartjes. Het onderste kelkkafje is ongeveer 7 mm lang en het bovenste kelkkafje 8,5 mm. Het onderste, ongeveer 10 mm lange kroonkafje (lemma) heeft vaak een bochtige kafnaald, dat even lang of langer is als het kafje. Het bovenste kroonkafje is ongeveer 8 mm lang. De helmknoppen zijn 3 mm lang. De vrucht is een graanvrucht.

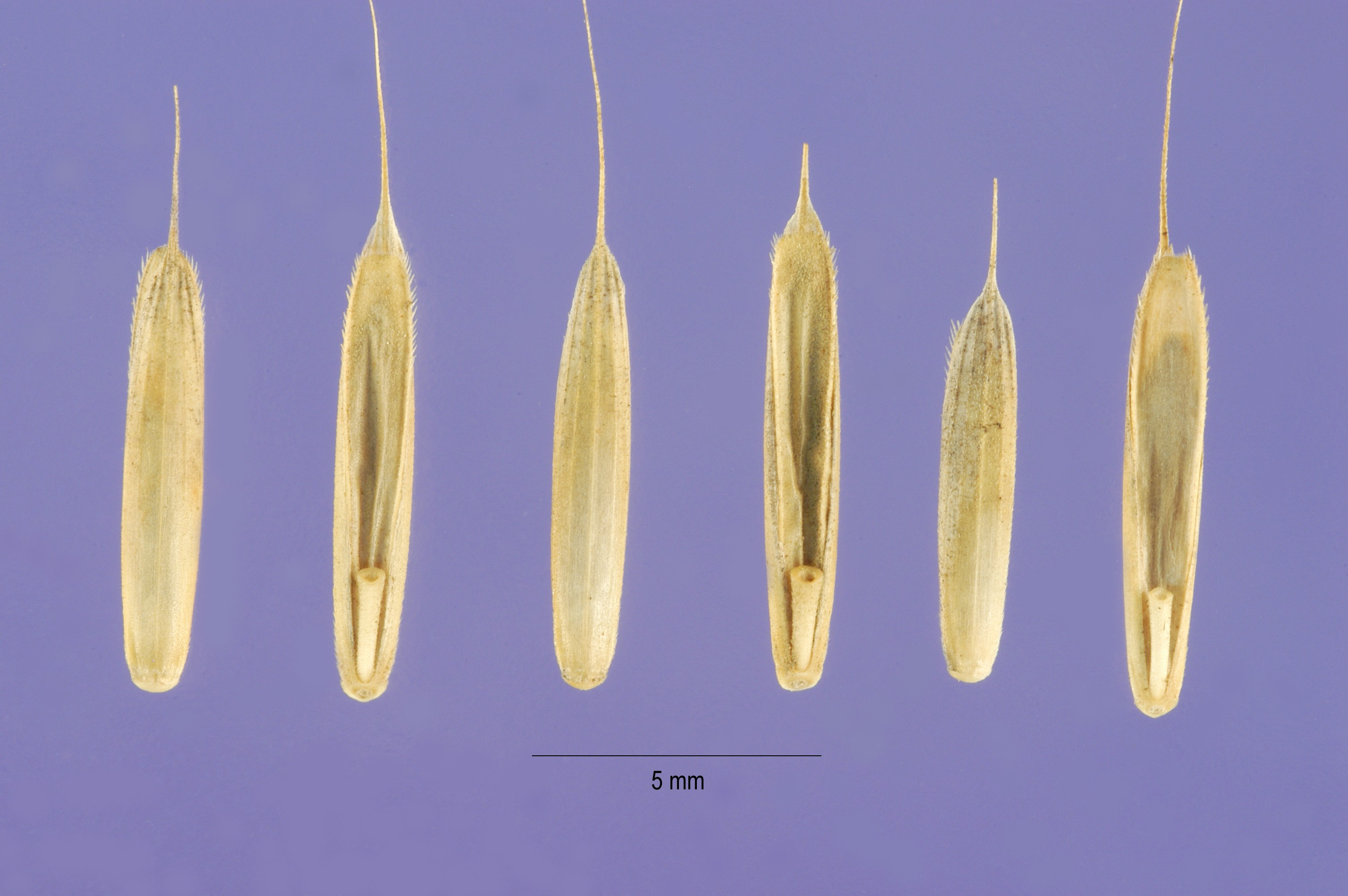
Vruchten (zaden)

## Ecologie
Boskortsteel komt voor op vochtige, eutrofe, kalkhoudende grond in lichte loofbossen en langs bosranden.

### Syntaxonomie
In de syntaxonomie staat boskortsteel te boek als kensoort voor de klasse van eiken- en beukenbossen op voedselrijke grond.

### Waardplant
Boskortsteel is waardplant voor de rupsen van de dagvlinders geelsprietdikkopje en boszandoog en de microvlinders Elachista luticomella, Elachista subocellea, Elachista gangabella, Helcystogramma lutatella en Micropterix schaefferi.

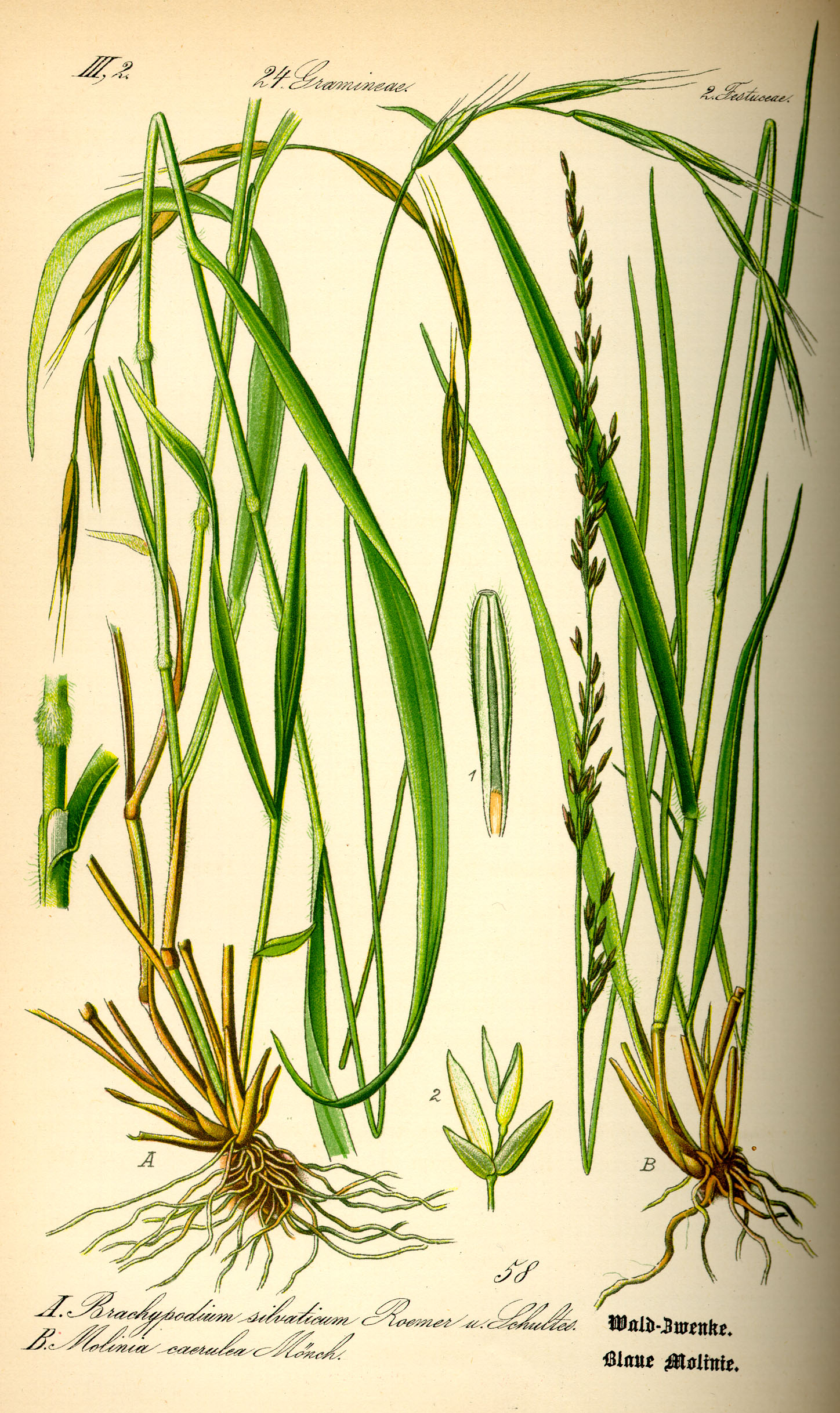
links: boskortsteel